# Antonis Fotsis
Antonio Fotsis (Maroussi, 1 de abril de 1981) é um basquetebolista profissional grego, atualmente joga no Panathinaikos.

## Carreira
Fotsis integrou o elenco da Seleção Grega de Basquetebol nas Olimpíadas de 2004 e 2008.